# 오곡밥
오곡밥은 찹쌀, 검은콩, 팥, 찰수수, 차조로 이루어진 곡물로 섞인 밥으로, 한국 음식 중 하나이다. 오곡에 어떤 곡식이 포함되느냐 하는 것은 지방에 따라 다소 부동하다. 북한 "조선의 민속전통"에는 오곡밥에 흰쌀(또는 찹쌀), 찰수수, 차조, 보리, 팥 등이 포함된다고 하였고 재중동포들은 찹쌀, 기장, 찰수수, 좁쌀, 열콩 등으로 오곡밥을 짓는 경우가 있다. 오곡밥은 보통 특별하게 겨울의 끝인 한 해의 첫 보름달이 뜨는 날(정월 대보름)에 차려졌다. 과거에는, 많은 한국인들은 음식이 드물었기 때문에 긴 겨울 동안에 영양의 결핍 방지를 위해 음식을 먹었다. 이런 문제에 의해서, 그들은 겨울 때의 식사를 위해서 겨울이 오기 전에 곡물을 말렸다. 정월 대보름날 밤에, 사람들은 에너지를 채우기 위해 호두, 밤, 잣, 콩과 같은 재료와 함께 오곡밥을 먹었다. 오늘날, 오곡밥의 조리 방식은 바뀌어가고 있다. 한국인들은 곡물의 과거의 재료에 의존하지 않고 어떤 종류와 함께 오곡밥을 만든다. 오곡밥은 영양과 건강의 도움으로 한국인들이 많이 즐기고 있다.

## 같이 보기
- 콩밥
- 보리밥
- 쌀밥
- 약식